# Hudební festival

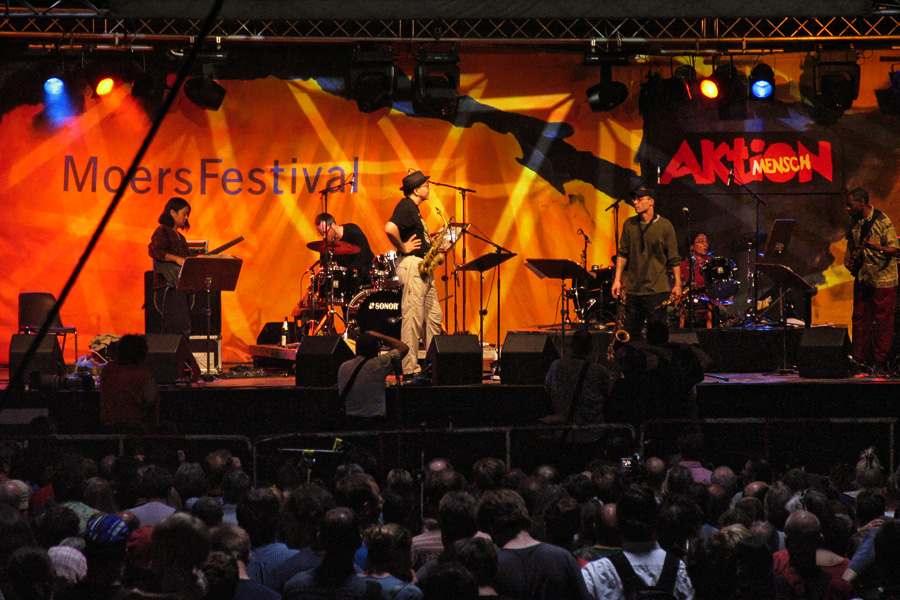
Moers – jazzový festival

Hudební festival je festival zaměřený na hudbu a činnosti s ní spojené. Zpravidla bývá hudební festival přehlídkou interpretů zaměřených na určitý hudební žánr, ať už to je rock, pop, klasická hudba, jazz, metal (např. festival Slezskoostravský Rock-Fest), nebo třeba folk a country (např. České národní finále festivalu Porta), může se jednat ale i o festival multižánrový – bez faktického omezení žánry (např. festival Colours of Ostrava). Často bývají tyto hudební akce doplněny o zajímavé doprovodné akce. Prvním zaznamenaným festivalem vůbec byly pravděpodobně Pythijské hry, které se odehrály v Delfách. Za druh festivalu byly považovány i společenské akce ve středověku, kde se mimo jiné pořádaly souboje.
V současnosti jsou velmi populární hlavně letní hudební festivaly pořádané pod širým nebem (open air festival) a často i několik dní. Největším evropským festivalem je Donauinselfest pořádaný ve Vídni.